# 藏王權現

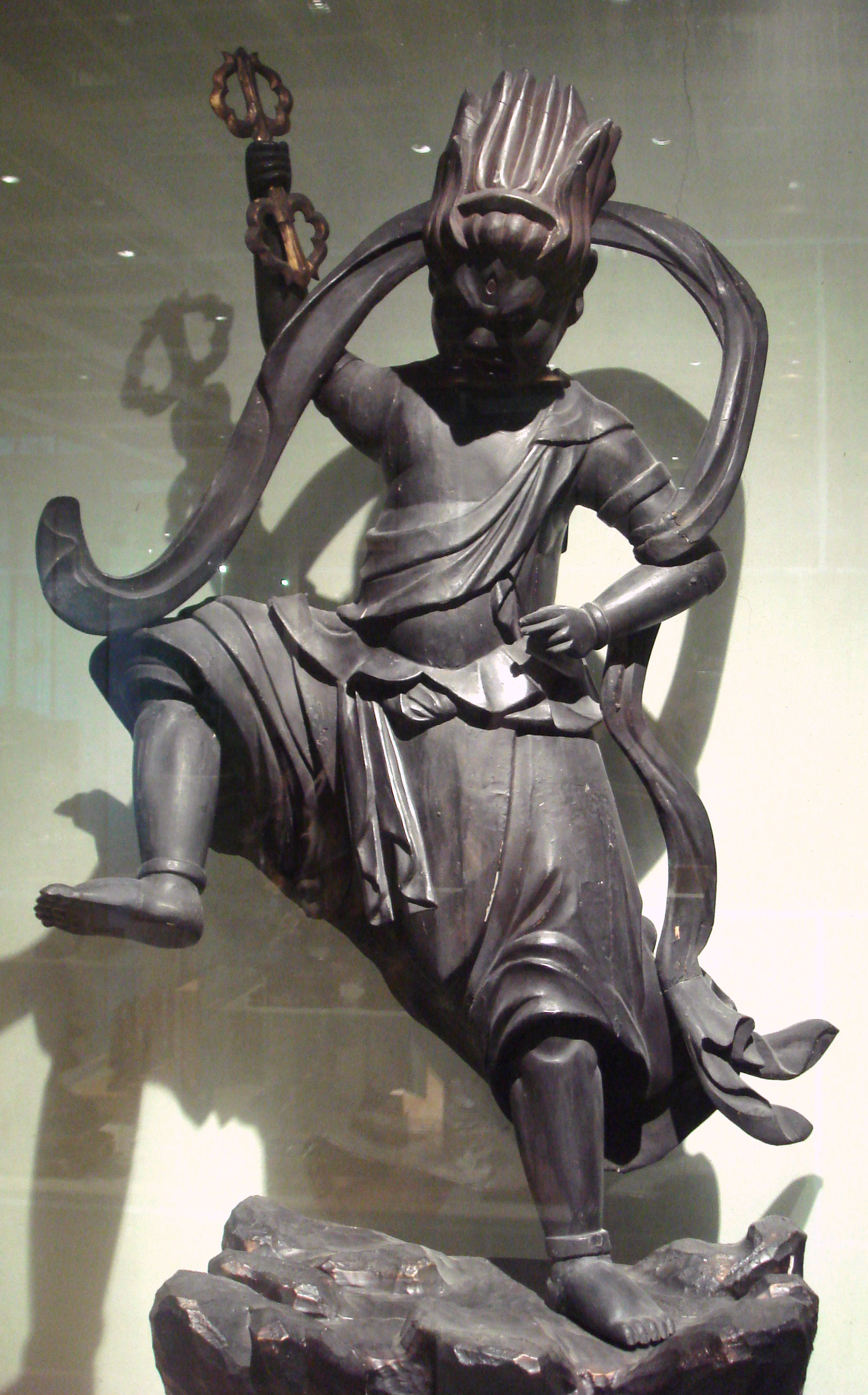
藏王權現

蔵王権現（ざおうごんげん）是日本獨特的修驗道的本尊。正式名稱為金剛蔵王権現（こんごうざおうごんげん）或稱金剛蔵王菩薩（こんごうざおうぼさつ）。並非源起於印度，而是日本獨有的佛、位於奈良県吉野町的金峯山寺本堂（蔵王堂）的本尊較為人知。「金剛蔵王」是究極不滅真理的體現、亦有掌管所有一切之王的含意[2]。權現是指「在日本神佛習合的演化，透過日本神明的名諱進而展現佛教神佛姿態」之意。蔵王権現亦包含了佛、菩薩、諸尊、諸天善神、天神地祇等所有的力量[3]。

## 緣起
根據傳承，藏王權現是役小角在吉野的金峯山修行中感得。釋迦如來、千手觀音、彌勒菩薩三尊之合體，現在吉野山的藏王堂將並立的3尊藏王權現作為本尊祭祀。
在神佛習合的教義下，設定與安閑天皇（廣國押武金日）為同一神格。因此在明治時代的神佛判然令頒布時，除本山（金峯山寺）所供奉為藏王權現以外，其餘的神社所祭祀的大多為安閑天皇。
此外在神道中、藏王權現又與大己貴命、少彦名命、國常立尊、日本武尊、金山毘古命等習合並視為一同。因此大多祭祀藏王權現的神社亦供奉著上述五尊的神明。

## 神像
藏王權現的形象類似密教的明王像，一般是激烈的忿怒相、怒髪衝天、右手和右脚抬高，右手持三鈷杵、左手在腰部結「劍印」。

## 歷史
「金剛藏王」的名稱最早出現在平安時代的記錄。
神佛習合的教說中，和安閑天皇（廣國押建金日命）被視為同一神格，明治時代的神佛分離之際，祭祀藏王權現的神社的祭神大多改成安閑天皇。
神道之中，藏王權現和大己貴命、少彦名命、國常立尊、日本武尊、金山毘古命等習合，被視為同一神。所以，祭祀藏王權現的神社，主要以上記的5組神作為祭神。
另外，宮城縣和山形縣縣境的日本百名山之一的藏王連峰（藏王山），是古稱刈田嶺、不忘山的山岳信仰和歌枕之山。白鳳時代（7世紀後半），從吉野勸請藏王權現，平安時代，作為修驗道的修行場被稱作藏王山。

## 主要的藏王權現

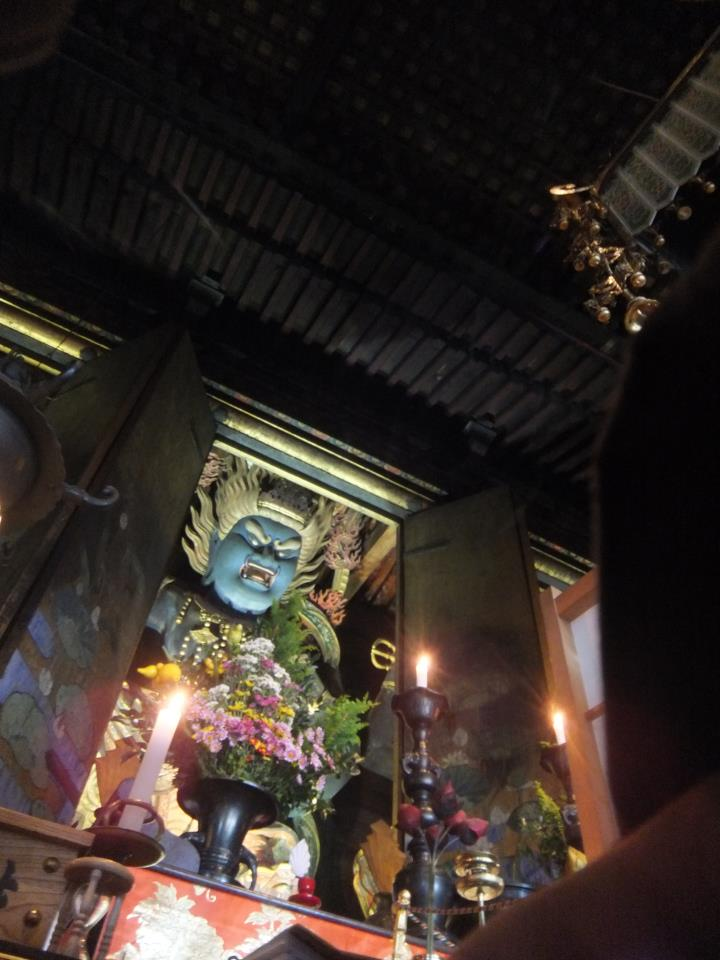
金峯山寺

- 金峯山寺（奈良縣吉野郡） - 木造藏王權現立像（重要文化財）
- 如意輪寺（日语：如意輪寺）（奈良縣吉野郡吉野町） - 木造藏王權現立像（嘉祿2年（1226年）、重要文化財）慶派之源慶、能慶作。
- 石鎚山 - 石鎚藏王權現
- 御嶽神社

## 關連項目
- 佛